# Felix Agu
Felix Nnaemeka Agu (* 27. September 1999 in Osnabrück) ist ein deutscher Fußballspieler. Der Defensivspieler steht bei Werder Bremen unter Vertrag und war deutscher Nachwuchsnationalspieler.

## Karriere

### Verein
Der Abwehr- und Mittelfeldspieler begann seine Karriere beim Osnabrücker SC und wechselte 2010 in die Jugend des VfL Osnabrück, bei dem er sämtliche Altersklassen durchlief und sowohl in der B- als auch in der A-Junioren-Bundesliga auflief. Am 28. April 2018 stand Agu – noch als Jugendspieler – erstmals im Drittligakader des VfL und wurde bei der 1:2-Niederlage gegen den FC Carl Zeiss Jena über die gesamte Spielzeit als Abwehrspieler eingesetzt. Kurz darauf unterschrieb er einen einjährigen Profivertrag mit der Option auf ein weiteres Jahr. Am 22. Dezember 2018 schoss er beim 2:1-Auswärtssieg gegen die Würzburger Kickers sein erstes Drittligator. Als Meister der Drittligasaison 2018/19 stieg Agu, nachdem er aufgrund einer Schulterverletzung den Großteil der Rückrunde verpasst hatte, mit Osnabrück in die 2. Bundesliga auf. In der Saison 2019/20 absolvierte Agu 28 Zweitligaspiele (24-mal von Beginn).
Zur Saison 2020/21 wechselte Agu in die Bundesliga zu Werder Bremen.

### Nationalmannschaft
Im September 2019 wurde Agu für die U21 Deutschlands und somit erstmals für eine Nationalmannschaft nominiert. Er absolvierte im Laufe des Jahres zwei Spiele für die Auswahl.

## Erfolge
VfL Osnabrück
- Meister der 3. Liga und Aufstieg in die 2. Bundesliga: 2019

Werder Bremen
- Aufstieg in die Bundesliga: 2022